# Dötzum
Dötzum ist ein Ortsteil der Stadt Gronau (Leine) im Landkreis Hildesheim des Landes Niedersachsen.

## Geografie
Dötzum liegt ca. 2 Kilometer östlich der Altstadt von Gronau am Dötzumer Bach.

## Geschichte
Der 1295 urkundlich belegte Ort war Stammsitz eines gleichnamigen Adelsgeschlechts, das 1582 mit Johann von Dötzum ausgestorben ist (Grabstein an der Feldberger Kapelle in Banteln). Das Gut fiel im Erbgang an die von Bennigsen in Banteln, die es bis ins 20. Jahrhundert besaßen.
Die Landesherrschaft lag seit dem ausgehenden Mittelalter bei den Hildesheimer Bischöfen. Dötzum gehörte zur Niederen Börde des Amts Winzenburg und wurde mit dieser 1690 der Verwaltung des Amts Gronau unterstellt.
Die bis dahin selbständige Gemeinde wurde am 1. März 1974 in die Stadt Gronau eingemeindet.

## Politik

### Stadtrat und Bürgermeister
Dötzum wird auf kommunaler Ebene vom Rat der Stadt Gronau (Leine) vertreten.

### Wappen
Der Entwurf des Wappens von Dötzum stammt von dem Heraldiker und Wappenmaler Gustav Völker, der sämtliche Wappen in der Region Hannover entworfen hat. Das Wappen wurde der Gemeinde am 11. Februar 1938 durch den Oberpräsidenten der Provinz Hannover verliehen. Der Landrat aus Alfeld überreichte es am 22. April desselben Jahres.
| Wappen von Dötzum | Blasonierung: „In Blau ein silber-rot gespickelter Schrägrechtsbalken“ |
| Wappen von Dötzum | Wappenbegründung: Im Mittelalter ist das Adelsgeschlecht de Dotsem (oder auch von Dötzum) im Orte reich begütert. In vielen altertümlichen Urkunden des 13. und 14. Jahrhunderts treten uns ihre Familienmitglieder entgegen, die ihre Zeugen- bzw. Bürgschaften durch ein Siegel bekunden. Auf einer vom 22. Juni 1343 datierten Urkunde des Klosters Marienrode bei Hildesheim trat ein Adelsherr Eylardus de dotsen als Zeuge in Erscheinung, indem er sein Siegel benutzte und das Abbild damit in die Zukunft trug. Das Siegel ist somit als Grundlage für das von der Gemeinde erkorene Wappen benutzt worden. |